# Луис-Скелли, Майлз
Майлз Энтони Луис-Скелли (англ. Myles Anthony Lewis-Skelly; родился 26 сентября 2006, Ислингтон, Англия) — английский футболист, полузащитник клуба «Арсенал» и сборной Англии.

## Клубная карьера
Воспитанник лондонского «Арсенала», 5 октября 2023 года Луис-Скелли подписал свой первый профессиональный контракт с клубом. 22 сентября 2024 года дебютировал в Премьер-лиге, выйдя на замену в матче против «Манчестер Сити». 11 декабря 2024 года впервые вышел в стартовом составе «Арсенала» на матч общего этапа Лиги чемпионов против «Монако». 2 февраля 2025 года в матче чемпионата Англии против «Манчестер Сити» Луис-Скелли забил свой первый гол за «канониров» и помог им одержать победу со счётом 5:1.

## Карьера в сборной
Выступал за сборные Англии до 16, до 17, до 18 и до 19 лет.
В марте 2025 года был впервые вызван в основную сборную Англии для участия в отборочном турнире к чемпионату мира 2026. Дебютировал 21 марта, выйдя в стартовом составе на игру против Албании и отличившись забитым мячом. В возрасте 18 лет и 176 дней Луис-Скелли также стал самым молодым игроком в истории сборной Англии, забившим гол в своём первом матче.